# Atlântida (DC Comics)
Atlântida é um país aquático fictício localizado no Oceano Atlântico presente nos quadrinhos da DC Comics, inspirada no reino mitológico de Atlântida. É a origem do super-herói Aquaman, que atua como seu regente.
A nação fictícia baseada na Mitologia Grega, conhecida pelos fãs de quadrinhos da DC Comics há anos, voltou a ganhar grande destaque na mídia ao aparecer nos filmes Aquaman de 2018 e Aquaman e o Reino Perdido de 2022.

## História
O reino de Atlântida esta localizado na parte norte do Oceano Atlântico próximo da Europa e um pouco perto divisa dos continentes África e Ásia, carrega em sua história uma colonização feita por uma raça de extraterrestres humanoides. Os humanos em si começaram a povoar o continente a partir do Homo erectus, e a região logo se desenvolveu bem nos âmbitos de tecnologia e magia. Eventualmente o Rei Orin cercou Atlântida de um domo protetor, mas alguns anos depois um meteoro atingiu a região em cheio, afundando Atlântida no oceano. Os atlantes sobreviventes se dividiram em dois grupos: os que ficaram com Orin desenvolveram um soro para poder sobreviver debaixo d'água, eventualmente evoluindo para humanoides anfíbios; e os que seguiram o irmão de Orin, o feiticeiro Shalako, foram para a cidade de Tritonis, e se mantiveram vivos através de magia, mas quando decidiram tomar o soro de Orin, Shalako amaldiçoou os tritonianos, que adquiriram características de peixes e ficaram parecidos com sereias.

## Reinvenção
Após a reinvenção do universo DC com Os Novos 52 em 2011, o continente atlante era povoada por sete reinos quando afundou, e apenas dois sobreviveram junto de Atlântida: Xebel, região de origem da esposa de Aquaman, Mera - que nos quadrinhos originais era um mundo paralelo coberto de água, antes deste ser explicado como sendo a Dimensão Aqua, para onde os xebelianos foram exilados após entrarem em guerra com os atlantes - e a Trincheira, onde os habitantes se transformaram em monstruosos homens-peixe.